# 上科西嘉省
上科西嘉省（法語：Haute-Corse）是法國科西嘉大区所轄的省份。該省編號為2B。上科西嘉占了科西嘉島的北部地區。